# Missy Giove
Melissa Giove, detta Missy (New York, 20 gennaio 1972), è un'ex mountain biker statunitense, specialista del downhill. Fu campionessa del mondo nel 1994.

## Palmarès
- 1993

3ª prova Coppa del mondo, Downhill (Mont-Sainte-Anne)
4ª prova Coppa del mondo, Downhill (Vail)
- 1994

Campionati del mondo, Downhill (Vail)
2ª prova Coppa del mondo, Downhill (Hindelang)
5ª prova Coppa del mondo, Downhill (Kaprun)
- 1995

1ª prova Coppa del mondo, Downhill (Cap-d'Ail)
2ª prova Coppa del mondo, Downhill (Åre)
- 1996

5ª prova Coppa del mondo, Downhill (Kaprun)
6ª prova Coppa del mondo, Downhill (Hawaii)
Classifica finale Coppa del mondo, Downhill
- 1997

5ª prova Coppa del mondo, Downhill (Mont-Sainte-Anne)
6ª prova Coppa del mondo, Downhill (Kaprun)
Classifica finale Coppa del mondo, Downhill
- 1999

4ª prova Coppa del mondo, Downhill (Big Bear)
- 2000

4ª prova Coppa del mondo, Downhill (Mont-Sainte-Anne)

## Piazzamenti

### Competizioni mondiali
- Coppa del mondo

Coppa del mondo 1993 - Downhill: 3º
Coppa del mondo 1994 - Downhill: 3º
Coppa del mondo 1995 - Downhill: ?
Coppa del mondo 1996 - Downhill: vincitrice
Coppa del mondo 1997 - Downhill: vincitrice
Coppa del mondo 1998 - Downhill: 2º
Coppa del mondo 1999 - Downhill: 2º
Coppa del mondo 2000 - Downhill: 2º
Coppa del mondo 2001 - Downhill: 2º
Coppa del mondo 2002 - Downhill: 7º
Coppa del mondo 2003 - Downhill: 24º
- Campionati del mondo

Métabief 1993 - Downhill: 3º
Vail 1994 - Downhill: vincitrice
Kirchzarten 1995 - Downhill: 4
Cairns 1996 - Downhill: 3º
Sierra Nevada 2000 - Downhill: 9º
Kaprun 2002 - Downhill: 3º